# Rhegmatorhina gymnops
El hormiguero ojicalvo u hormiguero de ojos pelados (Rhegmatorhina gymnops), es una especie de ave paseriforme de la familia Thamnophilidae perteneciente al género Rhegmatorhina. Es endémico del sureste de la cuenca amazónica en Brasil.

## Distribución y hábitat
Se distribuye en el sureste de la Amazonia brasileña entre la margen oriental del río Tapajós y el río Iriri, extendiéndose hacia el sur a ambas márgenes del medio río Teles Pires (Mato Grosso).
Esta especie es poco común en su hábitat natural: el sotobosque de selvas húmedas de terra firme, de baja altitud, por debajo de los 200 m s. n. m.

## Estado de conservación
El hormiguero ojicalvo ha sido calificado como «vulnerable» por la Unión Internacional para la Conservación de la Naturaleza (IUCN) debido a la sospecha de que su población, todavía no cuantificada, irá a decaer rápidamente en las próximas tres generaciones, por causa de la futura pérdida de hábitat estimada con base en modelos de deforestación de la cuenca amazónica y a su dependencia de selvas primarias.

## Sistemática

### Descripción original
La especie R. gymnops fue descrita por primera vez por el ornitólogo estadounidense Robert Ridgway en 1888 bajo el mismo nombre científico; la localidad tipo es: «Santarém, Pará, Brasil.»

### Etimología
El nombre genérico femenino «Rhegmatorhina» deriva del griego «rhēgma, rhēgmatos»: fisura, y «rhinos»: pico; significando «con fisura en el pico»; y el nombre de la especie «gymnops», proviene del griego «gumnos»: desnudo, pelado y «ōps, ōpos»: cara, face; significando «de cara desnuda».

### Taxonomía
Es monotípica.